# Euclimacia burmanella
Euclimacia burmanella är en insektsart som först beskrevs av John Obadiah Westwood 1867.  Euclimacia burmanella ingår i släktet Euclimacia och familjen fångsländor. Inga underarter finns listade i Catalogue of Life.